# Construccions de pedra seca V (la Pobla de Cérvoles)
La Construccions de pedra seca V és una obra de la Pobla de Cérvoles (Garrigues) inclosa a l'Inventari del Patrimoni Arquitectònic de Catalunya.

## Descripció
És una cabana de vinya parcialment coberta de vegetació, construïda el 1881. Està feta a base de pedres irregulars sense desbastar. Al seu interior hi ha una menjadora pels animals, a sobre seu sobresurten uns vint centímetres i estan foradades per a poder passar la corda i lligar el bestiar; hi ha més forats al centre de la volta que es feien servir per a penjar el cistell a un ganxo, per tal de protegir el menjar dels animals.